# Chi (rivière)
Pour les articles homonymes, voir Chi (homonymie).
La Chi, ou Nam Chi (thaï แม่น้ำชี), est un sous-affluent du Mékong qui coule en Thaïlande. C'est la plus longue rivière du pays, avec 765 km, mais elle a moins de débit que la suivante, la Mun dans laquelle elle se jette.

## Étymologie
Son nom en dialecte local (l'isan, pratiquement identique au lao) est plutôt prononcé Nam Sii, la transcription Nam Chi correspondant à la prononciation en thaï de Bangkok.

## Géographie
La Chi prend sa source dans les Monts Phetchabun, puis coule vers l'Est à travers les provinces de Chaiyaphum, Khon Kaen et Maha Sarakham, avant de tourner vers le sud dans la Province de Roi Et et de traverser celle de Yasothon pour se jeter dans la Mun dans la province de Si Saket (district de Kanthararom). Son débit annuel est d'environ 9 300 km3.

## Aménagements et histoire
Elle contient beaucoup de sangsues.
Au XVIIIe siècle, la rivière servit d'axe de migration pour les Lao qui la remontèrent en y étendant la culture du riz d'irrigationt (les Laos de l'Isan constituent aujourd'hui un continuum linguistique avec les Laos du Laos).